# Ernst Stål
Ernst Olof Stål, född 3 juni 1900 i Smedjebacken, Kopparbergs län, död 17 mars 1974 i Täby församling, var en svensk målare och tecknare.
Han var son till köpmannen Carl Johan Stål och Jenny Bergsten och från 1925 gift med Karin Larsson. Stål studerade målning i Wien 1921–1922 och var därefter fram till 1926 verksam som dekoratör. Han studerade vid Berggrens och Larssons konstskola 1926–1927 och privat för Louis Sparre 1927–1928 samt vid Kungliga konsthögskolan 1928–1930 och under ett flertal studieresor till Tyskland, Österrike, Italien och Jugoslavien. Separat ställde han bland annat ut i Ludvika och Täby. Han medverkade i Dalarnas konstförenings utställningar i Falun och samlingsutställningar i Roslags-Näsby samt Sveriges allmänna konstförenings utställningar på Liljevalchs konsthall. Hans konst består av porträtt, figurer, stilleben och landskapstolkningar utförda i olja, pastell, akvarell eller gouache. Stål är representerad vid Stockholms universitet, Kungliga domänstyrelsen, Tyngsjö kapell, Smedjebackens kommunhus, Norrbärke kyrka och Norrbärke församlingshem.